# مرغ باران برفی
مرغ باران برفی (نام علمی: Pagodroma nivea) نام یک گونه از تیره کبوتردریاییان است. مرغ باران برفی با نام علمی تنها عضو سرده Pagodroma است. این پرندگان یکی از تنها سه پرنده‌ای هستند که در قطب جنوب جغرافیایی دیده شده‌اند. این پرندگان در سال ۱۷۷۷ توسط طبیعت‌ شناس آلمانی به نام گئورگ فورستر کشف شده‌اند. آن‌ها تقریباً به اندازه یک کبوتر با منقاری سیاه و پاهایی مایل به آبی هستند. به طور مداوم در توده‌ های یخی ظاهر می‌ شوند. این پرندگان همانند برف سفید و با چشمان سیاه زغالی هستند. طول بدن آن‌ها ۴۰-۳۰ سانتی‌متر (۱۶-۱۲ اینچ) و طول بال‌هایش ۷۵-۹۵ سانتی‌متر (۳۷-۳۰ اینچ) است. از خصوصیات پرواز آن‌ها می‌توان به پرواز نامنظم با تغییر جهت پیاپی اشاره کرد. این پرندگان تقریباً به طور کامل به آب‌ های سرد قطب جنوب محدود می‌شوند، دسته‌های این پرندگان به طور مشخص بر روی کوه‌های یخ نشسته دیده می‌شوند.

## زیستگاه
این پرندگان به رنگ سفید به طور معمول در قطب جنوب، اقیانوس جنوبی، قوس اسکوشیا و جورجیا جنوبی یافت می‌شوند. از آن جایی که محل زندگی این پرندگان در مناطق سرد و بر روی یخ‌ها است. جالب است که این پرندگان برای کمک به شنا و عدم لیز خوردن بر روی یخ، پاهای تاردار دارند. همچنین باید افزود که دارای یک منقار قلابدار قوی برای گرفتن غذا و حس بویایی بسیار قوی هستند.

## طول عمر
این پرنده یک پترل کوچک و خالص سفید با چشمان سیاه زغالی، منقار سیاه کوچک و پا های خاکستری مایل به آبی است. با توجه به تحقیقاتی که در رابطه با طول عمر این پرندگان انجام شده است، به نظر می‌رسد که آن‌ها به طور میانگین بین ۱۴ الی ۲۰ سال عمر می‌کنند. البته ناگفته نماند که سلامت جسمی و تغذیه این پرندگان در طول عمر آن‌ها تاثیر بسزایی دارد. اگر پرنده توسط شکارچیان شکار نشود و از تغذیه خوبی برخوردار باشد تا ۲۰ سال عمر خواهد کرد.

## تغذیه
این پرنده عمدتاً از ماهی‌ها، برخی از سرپایان، کریل‌ها و همچنین مردار به شکل جفت فوک، فوک‌های مرده، نرم‌تنان، لاشه نهنگ‌ها و جوجه‌های پنگوئن مرده تغذیه می‌کنند. در طول زمستان آن‌ها بر روی تکه یخ‌های شناور به دنبال غذا می‌گردند و در دریای آزاد پراکنده می‌شوند. گله‌ها بر روی کوه‌های یخ نشسته دیده می‌شوند. شاید برای شما هم جالب باشد که بدانید مرغ برفی به دلیل سوراخ‌های بینی‌اش که نمک را از بدنش خارج می‌کند، توانایی نوشیدن آب دریا را دارد.